# منتخب سانت فينسنت والغرينادين لكرة القدم
منتخب سانت فينسنت والغرينادين لكرة القدم الملقب بفينسي هيت وهو المنتخب الوطني في سانت فينسنت والغرينادين ويديره اتحاد سانت فينسنت والغرينادين لكرة القدم. لم يسبق له التأهل إلى بطولة بطولة كأس العالم لكرة القدم. أفضل انجاز حققه هو احتلال المركز الثاني في بطولة كأس الكاريبي 1995.